# فران لیبووتز
فران لیبووتز (انگلیسی: Fran Lebowitz؛ زادهٔ ۲۷ اکتبر ۱۹۵۰) نویسنده، سخنران عمومی و روزنامه‌نگار اهل ایالات متحده آمریکا است.